# Кребс, Карл (композитор)
Карл Август Кребс (нем. Carl August Krebs, настоящая фамилия Мидке, нем. Miedke; 16 января 1804, Нюрнберг — 16 мая 1880, Дрезден) — немецкий композитор и дирижёр. Муж певицы Алоизии Михалези, отец пианистки Мари Кребс-Бреннинг.
Родился в семье театральных актёров Карла Мидке и его жены Шарлотты (1781—1806). После смерти матери был, с согласия отца, усыновлён Иоганном Баптистом Кребсом, который дал ему свою фамилию и стал его первым педагогом. Далее учился у Иоганна Непомука Шельбле и Игнаца фон Зайфрида, дебютировал как концертный пианист в шестилетнем возрасте. В 1825 года с большим успехом выступал в Вене как пианист, после чего был назначен третьим дирижёром Венской придворной оперы. С 1827 года работал капельмейстером в Гамбурге, а в 1850 году сменил Рихарда Вагнера на посту капельмейстера Дрезденской оперы и занимал этот пост до 1871 года, после чего полностью посвятил себя церковной музыке
В композиторском наследии Кребса — оперы, из которых наиболее важна «Агнесса Бернауэр» (1858), вокальные сочинения, фортепианная музыка.